# VUAA1
VUAA1 es molécula que interviene en el sistema nervioso del sentido olfativo de indeterminados insectos causando un efecto repelente en estos animales. Fue descubierta recientemente, en la Universidad de Vanderbilt (Tennessee, Estados Unidos).
Aún está estudiándose los efectos que esta molécula provoca en los sujetos. Las investigaciones sugieren que se podría utilizar como insecticida y evitar enfermedades como la malaria. De momento, el VUAA1 funciona en todos y cada uno de los insectos estudiados (entre ellos: hormigas, polillas, moscas y mosquitos).
Los estudios de estas moléculas señalan a que son 1000 veces más fuerte que el tradicional DEET (composición química utilizada en los repelentes convencionales) y que pueden conducir a "una poderosa familia de compuestos que pueden ser utilizados para interrumpir los comportamientos destructivos de los insectos dañinos, plagas agrícolas y vectores de enfermedades por igual."